# 元麻布
元麻布（日语：／ Moto-azabu */?）是東京都港區的町名，分為元麻布一丁目至元麻布三丁目。

## 概要
與相鄰的南麻布在江戶時代是郊區主要耕作地，有許多寺社地與大名、小名的下屋敷。明治至大正時代逐漸成為住宅區。太平洋戰爭結束後因鄰近國際的娛樂中心六本木，以及各國大使館的遷入，使得本地逐漸變成現在國際化的住宅區。

## 歷史
最早記載「あざぶ」的文獻是戰國時代末期1559年（永祿2年），小田原北條氏的軍役賦課台帳。「小田原衆所領役帳」中的「阿佐布」就是後來的麻布。江戶時代曾有「安座部」、「淺府」、「淺生」、「麻生」等名稱，江戶中期明曆年間逐漸將地名定為「麻布」。另有當時此地盛產麻布的說法，但未能確認。過去曾有地名源自愛奴語的說法，但已被推翻。

### 地名由來
「元」的由來不明。

## 住居表示實施前後的町名變遷
1962年（昭和37年）實施「住居表示法律」，1966年（昭和41年）麻布地區町名再編。麻布西町全區、麻布宮村町、麻布三軒家町大半、麻布本村町北部、麻布一本松町、麻布櫻田町、麻布山元町一部分地區合併成立「元麻布」。

## 設施景點
元麻布一丁目
- 仙台坂
- 大黑坂
- 善福寺
- 奧地利駐日大使館

元麻布二丁目
- 麻布中學校、高等學校
- 卡達駐日大使館
- 馬達加斯加駐日大使館
- 阿根廷駐日大使館
- 斯洛維尼亞駐日大使館
- 二本松坂
- 狸坂

元麻布三丁目
- 港區立南山小學校
- 中華人民共和國駐日大使館（大東亞戰爭前為滿州國大使館[2]、1952年至1972年為中華民國駐日大使館）
- 麻布消防署
- 立陶宛駐日大使館

## 交通
- 都營巴士
  - 仙台坂上停留所
  - 元麻布二丁目停留所
  - 愛育醫院前停留所

## 備註
1. ↑  港区公式ホームページ／2013年7月（町丁目別人口・世帯数（麻布地区総合支所管内））
2. ↑  今尾惠介　「失われた地名を手がかりに東京町歩き」　特集・東京の地名　町それぞれの物語　『東京人』（都市出版株式会社）　第20巻第5号　平成17年5月3日発行